# Disputa entre Horus i Set
La Disputa (o Judici) entre Horus i Set és un text literari clàssic de l'Imperi Nou de l'Antic Egipte de mitjan segle xiii abans de la nostra era i conservat en el Papir Chester Beatty I.
Es funda en una llegenda molt antiga: la rivalitat entre els déus Horus i Set, quan es disputen el tron d'Egipte que ocupava Osiris, pare d'Horus i germà de Set, abans de convertir-se en rei dels morts. Un llarg enraonament dels déus dona la raó a Horus, déu de la justícia. El text, però, és satíric i paròdic: els déus es presenten com personatges grollers que mengen, riuen i fins i tot mouen brega, i són sempre de l'opinió de l'últim que parla. Set, que és un malfaener viciós, proposa a Horus arranjar les coses a cops de puny. A més a més, Set, quan s'adona que perdrà, amenaça de venjar-se als jutges d'un en un. I la dea Hator es despulla davant el seu pare:
En acabant, Hator, filla de Ra-Atum, va decidir un pla. La bella dea es va posar a ballar i, mentre ho feia, començà a llevar-se la roba. Els altres déus van fer un rotlle al seu voltant per a veure-la millor, i reien i aplaudien. El desgavell molestava al déu Sol i va traure el cap per la porta de la cambra per a veure què hi estava passant. En veure la seua filla ballant, Ra-Atum també es posà a riure i va oblidar la seua còlera.